# Champerico
Champerico é uma cidade da Guatemala do departamento de Retalhuleu.